# Bolesław III Rudy
Bolesław III Rudy (cz. Boleslav III Ryšavý; zm. 1034, ewentualnie 1037) – książę czeski w latach 999–1002 i w 1003 roku z dynastii Przemyślidów.
Był drugim synem Bolesława II Pobożnego i jego żony Emmy. Po śmierci starszego brata Wacława został oficjalnym następcą tronu.
W 995 roku na czele czeskich posiłków wziął udział w wyprawie cesarza Ottona III przeciw Obodrytom.
Po śmierci ojca (7 lutego 999) Bolesław III został księciem Czech.
Bolesław III słynął z okrutnych rządów, m.in. prześladował swoich braci Jaromira i Oldrzycha (Udalryka), których wygnał z kraju. W 1002 roku został wygnany z kraju przez opozycję, która oddała władzę księciu Władywojowi. Gdy po śmierci Władywoja władzę przejął Jaromir, książę polski Bolesław Chrobry interweniował na korzyść Bolesława Rudego i pomógł mu odzyskać władzę. Rządy jego były niezwykle okrutne i sprzeczne z polityką Bolesława Chrobrego.
Bolesław Chrobry podstępnie zaprosił go więc do Krakowa, oślepił i osadził w nieznanym grodzie, najprawdopodobniej w Krakowie, a potem sam przejął władzę w Czechach w 1003 roku.
Do roku 1034 na Wawelu zamieszkiwał ślepiec, ubrany w książęce szaty – uważa się, że był to Bolesław Rudy.
Z nieznaną z imienia kobietą Bolesław Rudy miał córkę. W czasie swego panowania wydał ją za przedstawiciela możnego rodu Wrszowców. Jest możliwe, że polityka Bolesława wobec młodszych braci (Jaromira wykastrował, a Oldrzycha próbował zabić) wynikała z chęci zapewnienia dziedziczenia córce i zięciowi.